# Трудовой кодекс Российской Федерации
Трудово́й ко́декс Российской Федерации (ТК РФ) — кодифицированный законодательный акт (кодекс) о труде, Федеральный закон № 197-ФЗ от 30 декабря 2001 года. Введён в действие с 1 февраля 2002 года вместо действующего до него Кодекса законов о труде РСФСР (КЗОТ РСФСР) от 1971 года. Кодекс определяет трудовые отношения между работниками и работодателями и имеет приоритетное значение перед другими принятыми федеральными законами, связанными с трудовыми отношениями, с Указами Президента РФ, Постановлениями Правительства РФ и др.
Трудовой кодекс РФ, в частности, устанавливает права и обязанности работника и работодателя, регулирует вопросы охраны труда, профподготовки, переподготовки и повышения квалификации, трудоустройства, социального партнерства. Закрепляются правила оплаты и нормирования труда, порядок разрешения трудовых споров. Отдельные главы посвящены особенностям правового регулирования труда некоторых категорий граждан (несовершеннолетних, педагогов, тренеров и спортсменов, надомников, вахтовиков и др.).

## Разделы Трудового кодекса Российской Федерации
- Раздел I. Общие положения
- Раздел II. Социальное партнерство в сфере труда
- Раздел III. Трудовой договор
- Раздел IV. Рабочее время
- Раздел V. Время отдыха
- Раздел VI. Оплата и нормирование труда
- Раздел VII. Гарантии и компенсации
- Раздел VIII. Трудовой распорядок, дисциплина труда
- Раздел IX. Квалификация работника, профессиональный стандарт, подготовка и дополнительное профессиональное образование работников
- Раздел X. Охрана труда
- Раздел XI. Материальная ответственность сторон трудового договора
- Раздел XII. Особенности регулирования труда отдельных категорий работников
- Раздел XIII. Защита трудовых прав и свобод. Рассмотрение и разрешение трудовых споров. Ответственность за нарушение трудового законодательства и иных актов, содержащих нормы трудового права
- Раздел XIV. Заключительные положения

## История

### Трудовое законодательство Нового времени
Становление трудового права в России начинается в XVIII веке и связывается с развитием горнозаводского дела в этот период. К этому же времени относится подготовленный В. Н. Татищевым «Устав Заводской» (не принят).
Однако в полной мере трудовое право начало развиваться в XIX веке. Для трудового права этого периода характерен охват преимущественно фабричных отношений (от этого происходит второе название трудового права в этот период: фабричное законодательство). В этот период вышли законы 1882 и 1885 годов (в основном касавшиеся детского труда), а также «Правил о взаимных отношениях фабрикантов и рабочих» (1886). Большое значение имел закон 1897 года, ограничивший рабочий день 11, 5 часами. Наиболее полным актом этого периода, в котором бы отражались трудовые отношения, был «Устав о промышленном труде» (1913), в котором утверждались в частности правила приёма на работу, а также порядок надзора за соблюдение трудового (тогда фабричного и горнопромышленного) законодательства.

### Трудовое право в советский период

#### Кодекс 1918 года
Первый российский кодекс законов о труде был принят большевиками в 1918 году. Основной задачей кодекса было регулирование взаимоотношений между трудящимся и работодателем.
Кодексом вводились следующие понятия:
- трудящиеся — лица, работающие за вознаграждение;
- вознаграждение за труд — предоставлялось в виде денег, услуг (например предоставление помещения для жилья) или продукции (в том числе продовольствие);
- прожиточный минимум — установленное для данной местности минимальное вознаграждение за труд;
- предварительное испытание — определённый срок, предшествующий окончательному приёму на длительную работу;
- нормальное рабочее время — время, установленное для производства данной работы тарифным положением;
- посменная работа — непрерывная работа, для выполнения которой требуется несколько рабочих смен;
- сверхурочная работа — работа сверх нормального рабочего времени, допускалась в исключительных случаях;
- праздничные дни — установленные дни, в которые работа не производится;
- норма выработки — установленный расценочной комиссией и утверждённый отделом труда объём работ, производимый в нормальных условиях в течение нормального рабочего времени;
- инспекция труда — орган, осуществляющий охрану жизни, здоровья и труда лиц, занятых хозяйственной деятельностью;
- отдел распределения рабочей силы — орган, занимающийся учётом безработных и предоставлением им рабочих мест.

В первом кодексе вводились следующие обязанности трудящихся:
- трудовая повинность — обязанность каждого гражданина РСФСР;
- персональная трудовая книжка — документ с отметками о произведенных работах, полученных вознаграждениях и пособиях;
- возможность привлечения к сверхурочным работам взрослого мужского трудоспособного населения;
- выполнение количества работ не менее установленных норм выработки;
- соблюдение правил внутреннего распорядка;
- сообщение отделу распределения силы и профсоюзу о факте замещения на рабочем месте трудящегося, самовольно оставившего рабочее место.

Декларировались следующие права трудящихся:
- право на труд — право на применение труда по своей специальности и за установленное вознаграждение;
- вознаграждение за труд не ниже установленного прожиточного минимума;
- получение вознаграждения за труд не реже чем раз в две недели;
- возможность увольнения по собственному желанию (фактически это право элиминировалось необходимостью обоснования причины увольнения, которое устроило бы орган рабочего самоуправления);
- длительность нормального рабочего времени не более 8 дневных или 7 ночных часов в сутки.
- сокращённое рабочее время для лиц моложе 18 лет;
- сокращённое рабочее время на тяжких и вредных работах;
- обеденный перерыв;
- дополнительный перерыв для кормящих ребёнка грудью;
- еженедельный непрерывный отдых в течение не менее 42 часов;
- сокращённый рабочий день перед днём отдыха;
- ежегодный отпуск;
- денежное пособие и бесплатная врачебная помощь по случаю болезни, беременности и родам;
- пособие по безработице в размере положенного трудящемуся вознаграждения за труд согласно его тарифу, группе и категории;
- пособие трудящимся, работающим не по специальности.

Кодекс явным образом запрещал трудящимся работать во время ежегодного отпуска и в праздники, ограничивал длительность трудового дня 8-ю часами в дневное время и 7-ю часами — в ночное (впервые 8-часовой рабочий день был установлен декретом от 29 октября (11 ноября) 1917 года, а до этого по закону от 2 июня 1897 года рабочий день ограничивался 11,5 часами). При установлении факта таких работ с трудящегося удерживалось полученное им при этом вознаграждение. Также запрещалось получение дополнительного вознаграждения за труд кроме как за нормальное рабочее время и за сверхурочное время. Запрещалась оплата труда авансом.
Вводились следующие фонды:
- Фонд страхования безработных;
- Местные больничные кассы.

Через 4 года, в 1922 году кодекс был пересмотрен.

#### Кодекс 1922 года
Второй кодекс был принят постановлением ВЦИК за подписями М. Калинина, народного комиссара труда В. Шмидта, секретаря ВЦИКа Енукидзе в ноябре 1922 года. Новый кодекс из 192 статей отразил в себе принятый в 1921 году курс Новой Экономической Политики, а также аспекты трудовой деятельности граждан, многие из которых сохранились до настоящего времени. 
По сравнению с предыдущим кодексом вводились новые понятия, такие как:
- коллективный договор;
- трудовой договор;
- расчётная книжка;
- артель;
- выходное пособие;

Кодекс устанавливал 8-часовой рабочий день, непрерывный отдых, продолжительностью не менее 42 часов, ежегодный очередной оплачиваемый 2-недельный отпуск. Запрещалась эксплуатация детского труда (до 16 лет). Для женщин предусматривалось освобождение от работ на время до родов и после родов: 6 недель до и 6 недель после — для работников умственного труда, 8 недель — для работников физического труда. Вводились дополнительные (кроме обеденных) перерывы для кормления грудных детей. Было дано определение понятию ночное время — с 10 часов вечера до 6 часов утра.
Кодексом устанавливался список государственных праздников, а также вводилось понятие профессий «конторского и умственного труда». Отсутствовала пенсия по старости, вместо этого было лишь «право на социальное обеспечение при инвалидности.»
С некоторыми поправками кодекс действовал почти половину столетия.

#### Кодекс Законов о труде 1971 года (КЗоТ)
В 1971 году был принят новый кодекс, который устанавливал 41-часовую рабочую неделю, добавлял новые праздничные дни и новые льготы, в том числе устанавливал право на отпуск по уходу за ребёнком с сохранением рабочего места. Новый кодекс был более мягким по сравнению с кодексом 1922 года.
Утратил силу 1 февраля 2002 года.

## Действующий трудовой кодекс
Новый трудовой кодекс был принят в 2001 и вступил в силу в 2002 году. По мнению профсоюзов, этот кодекс предусматривает увеличение сверхурочного рабочего времени (как рабочей недели, так и рабочего дня), в результате чего увеличилось число ДТП с «перерабатывающими» водителями. Профсоюзы окончательно потеряли возможность как представлять интересы работников, так и сопротивляться массовым сокращениям. Вместе с тем, кодекс ввел запрет на увольнение во время болезни или отпуска, а также на увольнение без выплаты двухмесячного содержания
Осенью 2010 года Российский союз промышленников и предпринимателей (Шохин) разработал поправки к Трудовому кодексу России для борьбы с кризисом и безработицей и предложил увеличить рабочий лимит до 60 часов в неделю и до 12 часов в день. По действующему кодексу рабочая неделя не может превышать 40 часов, требований к продолжительности рабочего дня действующий кодекс не устанавливает (за исключением отдельных категорий работников).
Введены новые понятия «дистанционной работы» (Удалённая работа), и, соответственно, «дистанционных работников». Также внесены изменения в Закон об электронной подписи для облегчения процесса подписания Трудового договора с подобного рода сотрудниками: «Трудовой договор о дистанционной работе и соглашения об изменении определенных сторонами условий трудового договора о дистанционной работе могут заключаться путём обмена электронными документами» При этом работодатель обязан в течение 3 рабочих дней после обмена электронными подписями выслать своему работнику его копию ТД, оформленную надлежащим образом, по почте заказным письмом с уведомлением. // «Глава 49. Особенности регулирования труда дистанционных работников» // Федеральный закон Российской Федерации от 5 апреля 2013 г. N 60-ФЗ.

## Ключевые понятия современного Трудового кодекса Российской Федерации
- коллективный договор и соглашения,
- трудовой договор,
- срочный договор
- рабочее время,
- время отдыха,
- оплата и нормирование труда,
- субъекты трудовых правоотношений,
- работник,
- работодатель,
- трудовая книжка,
- совместительство,
- совмещение,
- другие.